# Real Sociedad de Fútbol 2015-2016
Questa voce raccoglie le informazioni riguardanti la Real Sociedad de Fútbol nelle competizioni ufficiali della stagione 2015-2016.

## Stagione
Campionato
La Real Sociedad ha chiuso il campionato al nono posto con 48 punti, frutto di 13 vittorie, 9 pareggi e 16 sconfitte.
Coppa del Re
In Coppa del Re la squadra è stata eliminata immediatamente, ai sedicesimi di finale, dal Las Palmas (vittorioso 2-1 in casa all'andata, 1-1 al ritorno).